# جائزة فل الأدبية في اللغات الرومانسية
جائزة فل الأدبية في اللغات الرومانسية (عُرفت سابقا بجائزة خوان رولفو للآداب لدول أمريكا اللاتينية ومنطقة البحر الكاريبي (بالإسبانية: Premio FIL de Literatura en Lenguas Romances) أنشئت في عام 1991 تحت اسم جائزة الآداب لدول أمريكا اللاتينية ومنطقة البحر الكاريبي خوان رولفو من قبل جامعة غوادالاخارا بالمكسيك. وتُمنح هذه الجائزة لكتاب أي نوع من الأنواع الأدبية الأتية مثل (الشعر، والرواية والمسرح والقصص القصيرة والمقالات الأدبية)، والذين يتشكل إبداعهم الأدبي من أي من هذه اللغات الرومانس القديمة مثل الإسبانية، والكتالونية، الجاليكية، الفرنسية، الأوكيتانية، الإيطالية، الرومانية أو البرتغالية. وهي جائزة مالية تقدر بقيمة 150 ألف دولار وتمنح للكاتب تقديرا له عن إنتاجه الأدبي.